# Metro Bank One-Day Cup 2023
Der Metro Bank One-Day Cup 2023 war die erste Austragung des nationalen List-A-Cricket-Wettbewerbes in England. Der Wettbewerb fand zwischen dem 1. August und 16. September 2023 zwischen den 18 englischen First-Class-Countys statt. Im Finale konnte sich Leicestershire mit 2 Runs gegen Hampshire durchsetzen.

## Format
Die 18 Mannschaften wurden in zwei Gruppen mit je 9 Mannschaften aufgeteilt, in der jedes Team einmal gegen jedes andere antrat. Für einen Sieg gab es zwei Punkte, für ein Unentschieden oder No Result einen und für eine Niederlage keinen Punkt. Die beiden Gruppenersten qualifizierten sich direkt für das Halbfinale, während die Zweit- und Drittplatzierten einer Gruppe jeweils ein Halbfinale bestritten. Der Sieger wird im K.-o.-System ausgespielt.

## Resultate

### Gruppe A
Tabelle
| Gruppe A        | Sp. | S | N | NR | P  | NRR    |
| --------------- | --- | - | - | -- | -- | ------ |
| Leicestershire  | 8   | 7 | 1 | 0  | 14 | +1.302 |
| Hampshire       | 8   | 7 | 1 | 0  | 14 | +1.048 |
| Lancashire      | 8   | 4 | 2 | 2  | 10 | +0.827 |
| Kent            | 8   | 4 | 4 | 0  | 8  | –0.331 |
| Nottinghamshire | 8   | 3 | 4 | 1  | 7  | –0.274 |
| Yorkshire       | 8   | 2 | 4 | 2  | 6  | –1.051 |
| Middlesex       | 8   | 2 | 5 | 1  | 5  | +0.104 |
| Surrey          | 8   | 2 | 5 | 1  | 5  | –1.250 |
| Essex           | 8   | 1 | 6 | 1  | 3  | −0.774 |

### Gruppe B
Tabelle
| Gruppe B         | Sp. | S | N | NR | P  | NRR    |
| ---------------- | --- | - | - | -- | -- | ------ |
| Warwickshire     | 8   | 7 | 1 | 0  | 14 | +1.301 |
| Gloucestershire  | 8   | 6 | 2 | 0  | 12 | +0.830 |
| Worcestershire   | 8   | 6 | 2 | 0  | 12 | +0.533 |
| Glamorgan        | 8   | 4 | 3 | 1  | 9  | –0.065 |
| Durham           | 8   | 3 | 4 | 1  | 7  | –0.841 |
| Northamptonshire | 8   | 3 | 5 | 0  | 6  | +0.391 |
| Somerset         | 8   | 3 | 5 | 0  | 6  | −0.285 |
| Derbyshire       | 8   | 2 | 6 | 0  | 4  | –0.470 |
| Sussex           | 8   | 1 | 7 | 0  | 2  | −1.453 |

### Viertelfinale
| 25. August Scorecard | Bristol | Lancashire 177 (44.3)                 | – | Gloucestershire 181-2 (24.5) |
|                      |         | Gloucestershire gewinnt mit 8 Wickets |   |                              |

| 27. August Scorecard | Southampton | Hampshire 306-9 (50)          | – | Worcestershire 296-9 (50) |
|                      |             | Hampshire gewinnt mit 10 Runs |   |                           |

### Halbfinale
| 29. August Scorecard | Birmingham | Warwickshire 93 (25.5)          | – | Hampshire 95-1 (19.1) |
|                      |            | Hampshire gewinnt mit 9 Wickets |   |                       |

| 29. August Scorecard | Leicester | Gloucestershire 125 (32.3)           | – | Leicestershire 126-4 (28.3) |
|                      |           | Leicestershire gewinnt mit 6 Wickets |   |                             |

### Finale
| 16. September Scorecard | Nottingham | Leicestershire 267-7 (50)         | – | Hampshire 265-8 (50) |
|                         |            | Leicestershire gewinnt mit 2 Runs |   |                      |